# Typ XIV
Typ XIV byly zásobovací ponorky německé Kriegsmarine z období druhé světové války. Byly známy pod přezdívkou dojné krávy (něm. Milchkuh nebo Milchkühe (pl.) ang. milk cows). Celkem bylo dokončeno 10 ponorek této třídy. Stavba dalších 14 jednotek byla zrušena. Ponorky byly ve službě v letech 1941–1943. Německé zásobovací ponorky byly terčem intenzívního vyhledávání (včetně dešifrování jejich komunikace) a útoku spojeneckých námořních a leteckých sil, přičemž se je všechny podařilo potopit. Plavba na těchto zásobovacích ponorkách byla velmi riskantní a jejich posádky postihly těžké ztráty.

## Stavba
Ponorky typu XIV byly vyvinuty na základě německého oceánského typu IXD pro zásobování jiných ponorek palivem (432 tun), municí (na palubě nesly čtyři náhradní torpéda), potravinami (včetně čerstvého chleba z palubní pekárny) a náhradními díly pro opravy. Uzpůsobeny byly i k provádění složitějších oprav na moři. Specializované zásobovací ponorky operovaly daleko od svých základen a zejména německým středním ponorkám typu VII umožňovaly operovat delší dobu mimo v západním Atlantiku. Například to zefektivnilo jejich nasazení u pobřeží USA v operaci Unternehmen Paukenschlag. Výzbroj těchto ponorek se omezovala jen na protiletadlové zbraně. Prostor pro torpédomety a torpéda byl využíván pro nádrže pohonných hmot, další prostory a vnější nádrže byly využívány pro zásoby maziva, motorového oleje, pitné vody atd. Do stavby třídy se zapojily loděnice Deutsche Werke a Germaniawerft v Kielu. Celkem byla plánována stavba 24 ponorek této třídy. Dokončeno jich bylo 10 kusů, stavba sedmi rozestavěných ponorek byla v květnu 1944 zrušena. Tři z nich (U 491–U 493) byly rozestavěny na 75 %. Stavba zbývajících sedmi ponorek byla zrušena ještě před založením kýlu.
Jednotky typu XIV:
| Jméno  | Loděnice             | Založení kýlu | Spuštění na vodu   | Vstup do služby    | Velitel                         | Bojových plaveb | Osud |
| ------ | -------------------- | ------------- | ------------------ | ------------------ | ------------------------------- | --------------- | --- |
| U 459  | Deutsche Werke, Kiel | 1940          | 13. září 1941      | 15. listopadu 1941 | Georg von Wilamowitz-Möllendorf | 6               | Dne 24. července 1943 potopena poblíž mysu Ortegal v Biskajském zálivu bombardérem Wellington 172. perutě RAF. Zachráněno 41, zahynulo 18 námořníků.                                                                         |
| U 460  | Deutsche Werke, Kiel | 1940          | 13. září 1941      | 24. prosinec 1941  | Friedrich Schäfer, Ebe Schnoo   | 6               | Dne 4. října 1943 potopena severně od Azor letouny z americké eskortní letadlové lodě USS Card (CVE-11). Zachráněno 2, zahynulo 62 námořníků.                                                                                |
| U 461  | Deutsche Werke, Kiel | 1940          | 8. listopadu 1941  | 30. ledna 1942     | Wolf-Harro Stiebler             | 6               | Dne 30. července 1943 potopena mysu Ortegal britským hydroplánem Sunderland 461. perutě RAAF. Zachráněno 15, zahynulo 53 námořníků.                                                                                          |
| U 462  | Deutsche Werke, Kiel | 1941          | 29. listopadu 1941 | 5. března 1942     | Bruno Vowe                      | 5               | Dne 30. července 1943 potopena u mysu Ortegal britskými šalupami třídy Black Swan HMS Kite, HMS Wren, HMS Woodcock, HMS Woodpecker, HMS Wild Goose a bombardérem Halifax 502. perutě RAF. Zachráněno 64, zahynul 1 námořník. |
| U 463  | Deutsche Werke, Kiel | 1941          | 20. prosince 1941  | 2. dubna 1942      | Leo Wolfbauer                   | 5               | Dne 16. května 1943 potopena u mysu Ortegal bombardérem Halifax 58. perutě RAF. Zahynula celá posádka. |
| U 464  | Deutsche Werke, Kiel | 1941          | 20. prosince 1941  | 30. dubna 1942     | Otto Harms                      | 1               | Dne 20. srpna 1942 jihovýchodně od Islandu potopena hlídkovým letounem Catalina. Zachráněni 2 námořníci. |
| U 487  | Deutsche Werke, Kiel | 1941          | 17. října 1942     | 21. prosinec 1942  | Helmut Metz                     | 2               | Dne 13. července 1943 potopena ve středním Atlantiku letouny z americké eskortní letadlové lodě USS Core (CVE-13). |
| U 488  | Deutsche Werke, Kiel | 1942          | 17. října 1942     | 1. ledna 1943      | Erwin Bartke, Bruno Studt       | 3               | Dne 26. duben 1944 západně od Kapverd potopena americkými eskortními torpédoborci USS Frost (DE-144), USS Huse (DE-145) a USS Snowden (DE-246) třídy Edsall a USS Barber (DE-161) třídy Buckley.                             |
| U 489  | Deutsche Werke, Kiel | 1942          | 24. prosince 1942  | 8. března 1943     | Adalbert Schmandt               | 1               | Dne 4. srpna 1943 jihovýchodně od Islandu potopena hydroplánem Sunderland 423. perutě RCAF. |
| U 490  | Deutsche Werke, Kiel | 1942          | 24. prosince 1942  | 27. března 1943    | Wilhelm Gerlach                 | 1               | Dne 12. června 1944 severozápadně od Azor potopena americkými eskortními torpédoborci třídy Edsall Frost, Huse a USS Inch (DE-146).                                                                                          |
| U 491  | Deutsche Werke, Kiel | 1943          | –                  | –                  | –                               | –               | Stavba zrušena v květnu 1944. |
| U 492  | Deutsche Werke, Kiel | 1943          | –                  | –                  | –                               | –               | Stavba zrušena v květnu 1944. |
| U 493  | Deutsche Werke, Kiel | 1943          | –                  | –                  | –                               | –               | Stavba zrušena v květnu 1944. |
| U 494  | Germaniawerft, Kiel  | 1943          | –                  | –                  | –                               | –               | Stavba zrušena v květnu 1944. |
| U 495  | Germaniawerft, Kiel  | 1943          | –                  | –                  | –                               | –               | Stavba zrušena v květnu 1944. |
| U 496  | Germaniawerft, Kiel  | 1944          | –                  | –                  | –                               | –               | Stavba zrušena v květnu 1944. |
| U 497  | Germaniawerft, Kiel  | 1944          | –                  | –                  | –                               | –               | Stavba zrušena v květnu 1944. |
| U 498  | Germaniawerft, Kiel  | –             | –                  | –                  | –                               | –               | Stavba zrušena v květnu 1944, ještě před založením kýlu. |
| U 499  | Germaniawerft, Kiel  | –             | –                  | –                  | –                               | –               | Stavba zrušena v květnu 1944, ještě před založením kýlu. |
| U 500  | Germaniawerft, Kiel  | –             | –                  | –                  | –                               | –               | Stavba zrušena v květnu 1944, ještě před založením kýlu. |
| U 2201 | Germaniawerft, Kiel  | –             | –                  | –                  | –                               | –               | Stavba zrušena v květnu 1944, ještě před založením kýlu. |
| U 2202 | Germaniawerft, Kiel  | –             | –                  | –                  | –                               | –               | Stavba zrušena v květnu 1944., ještě před založením kýlu. |
| U 2203 | Germaniawerft, Kiel  | –             | –                  | –                  | –                               | –               | Stavba zrušena v květnu 1944, ještě před založením kýlu. |
| U 2204 | Germaniawerft, Kiel  | –             | –                  | –                  | –                               | –               | Stavba zrušena v květnu 1944, ještě před založením kýlu. |

## Konstrukce

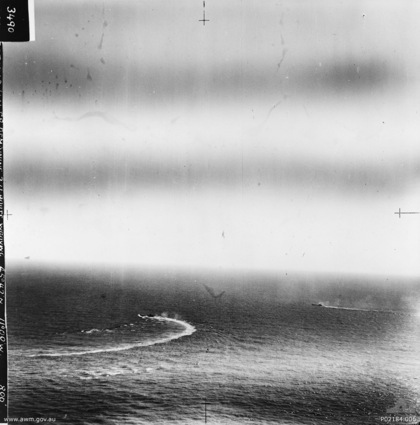
Zásobovací ponorky U 461 a U 462 napadené v Biskajském zálivu britským letectvem

Konstrukce ponorek typu XIV byla odvozena od oceánských ponorek typu IXD. Ponorky měly dvoutrupou koncepci. Nenesly žádné torpédomety. Jejich výzbroj se omezovala na dva 37mm kanóny a jeden 20mm kanón, sloužítí primárně pro obranu proti letadlům. Pohonný systém tvořily dva šestiválcové diesely Germania F46 o výkonu 2800 bhp a dva elektromotory Siemens-Schuckert Werke SSW GU 343/38-8 o výkonu 750 shp. Nejvyšší rychlost dosahovala 14,4 uzlu na hladině a 6,3 uzlu pod hladinou. Dosah byl 12 350 námořních mil (22 870 km) při rychlosti 10 uzlů na hladině a 55 námořních mil při 4 uzlech pod hladinou (při rychlosti 2 uzlů urazila pod vodou 120 námořních mil).